# Supposed Former Infatuation Junkie
Supposed Former Infatuation Junkie četvrti je studijski album pjevačice Alanis Morissette. Objavljen je 2. studenog 1998. (Maverick/Reprise).
Nakon masivnog uspjeha Jagged Little Pilla, Alanis Morissette smatrana je jednom od najvećih glazbenih zvijezda u svijetu. Mnogi su nestrpljivo iščekivali sljedeći album. Alanis je znala da će, snimi li album baziran na sličnim obrisima kao Jagged Little Pill, biti optužena da igra na sigurno i iskorištava trenutne 'mainstream' ukuse – iako bi time zasigurno proširila komercijalni uspjeh.
Zanemarujući ovo, Alanis je odlučila krenuti potpuno suprotnim smjerom, stvarajući album koji je gotovo stvoren da šokira i otuđi mnogobrojne obožavatelje. Mračan i nejasan album sadrži mnogo pjesama bez pripjeva i sličnih melodija, zbunjujući ljude koji su ga čuli. Pjesme kao Front Row, The Couch i I Was Hoping rušile su tradicionalnu formulu. Nitko nije znao što da misli o albumu.
Prvi singl, Thank U, pušten je na radiju u listopadu 1998. Znalo se da bi sama predviđanja i iščekivanja za novi album nakon tri godine stavila bilo koju prvu pjesmu na visoke pozicije ljestvica, i mnogi kritičari i slušatelji koji su etiketirali Alanis kao ljutu ženu bili su iznenađeni kada su čuli njen miran i vedar glas u pjesmi.
Objavljen u studenom, album se pojavio na broju 1 s najvećom prodajom albuma jedne žene u prvom tjednu (469.054 prodanih primjeraka u prvih 7 dana). Držao je prvu poziciju još jedan tjedan prije pada na osmo mjesto u razmjerno dobrom prodajnom tjednu zbog blagdana. Tijekom sljedećih nekoliko tjedana, prodaja albuma polako je padala. Nakon 28 tjedana album je sišao s Billboarda 200, s prodanih 2,6 milijuna primjeraka. Za mnoge umjetnike ovo bi bio ogroman uspjeh, ali s obzirom na uspjeh Jagged Little Pilla, prodaja je bila razočaravajuća.
Izdavač je pokušao spasiti album drugim singlom Unsent. Međutim, zapeo je na 58. mjestu i dobio malo pažnje. Treći singl, So Pure, uopće nije stigao na ljestvice. Joining You postao je hit na ljestvici Modern Rock Chart, ali ništa od ovoga nije moglo spasiti album. U vrijeme objavljivanja obožavatelji su bili vrlo nezadovoljni albumom, osjećajući se gotovo izdanima zbog velikog zaokreta od Jagged Little Pilla. Međutim, vremenski odmak donio je i više poštovanja prema albumu. Mnogi obožavatelji Alanis Morisette smatraju ga njenim najboljim i najosobnijim albumom do sada.

## Popis pjesama
1. Front Row (Ballard/Morissette) - 4:13
2. Baba (Ballard/Morissette) - 4:29
3. Thank U (Ballard/Morissette) - 4:18
4. Are You Still Mad (Morissette) - 4:04
5. Sympathetic Character (Morissette) - 5:13
6. That I Would Be Good (Ballard/Morissette) - 4:16
7. The Couch (Ballard/Morissette) - 5:24
8. Can't Not (Ballard/Morissette) - 4:36
9. U R (Ballard/Morissette) - 3:31
10. I Was Hoping (Ballard/Morissette) - 3:51
11. One (Ballard/Morissette) - 4:40
12. Would Not Come (Ballard/Morissette) - 4:05
13. Unsent (Ballard/Morissette) - 4:10
14. So Pure (Ballard/Morissette) - 2:50
15. Joining You (Morissette) - 4:24
16. Heart of the House (Morissette) - 3:46
17. Your Congratulations (Morissette) - 3:54

## Suradnici na albumu
- Glen Ballard - sintesajzer, gitara, klavir, programiranje, produkcija i snimanje, aranžmani za gudače
- Benmont Tench - orgulje, chamberlin
- David Campbell - aranžmani za gudače
- Scott Campbell - snimatelj
- Gary Novak - perkusija, bubnjevi
- Alanis Morissette - flauta, usna harmonika, klavir, glas, produkcija, fotografija
- Joel Shearer - gitara
- Jolie Jones Levine - koordinacija produkcije
- Nick Lashley - gitara
- Chris Bellman - masteriranje
- Chris Fogel - programiranje, snimanje, mixing
- Kevin Reagan - umjetničko oblikovanje, dizajn
- Roger Sommers - snimanje
- Dash Mihok - fotografija, loop
- Regina Thomas - fotografija
- Chris Chaney - bas gitara
- Stefan Bucher - dizajn
- Shad T. Scott - programiranje
- Heather Stanley - fotografija